# Laura Põldvere
Laura Põldvere (fostă Remmel; n. 30 august 1988, Tartu, RSS Estonă, URSS), cunoscută uneori pe plan profesional ca Laura, este o cântăreață estonă. Se spune că este artista estonă care a interpretat cel mai des cântece la radioul eston în ultimul deceniu. Este cunoscută la nivel internațional pentru că a reprezentat Estonia la Concursul Muzical Eurovision 2005 din Kiev, Ucraina ca parte a grupului de fete Suntribe și a făcut acest lucru din nou în 2017 într-un duet cu Koit Toome, când au interpretat „Verona”.

## Carieră
Laura și-a început cariera în 2005, când a participat la emisiunea TV Eurolaul 2005 cu piesa „Moonwalk”. „Moonwalk” a ajuns pe locul al doilea, dar Laura a câștigat concursul ca membră a grupului de fete Suntribe⁠(d). Suntribe a reprezentat Estonia la Concursul Muzical Eurovision din 2005, dar nu a reușit să se califice în finală.
Laura a participat și la emisiunea TV „Eurolaul din 2007” pentru Concursul Muzical Eurovision 2007, când melodia ei „Sunflowers” s-a clasat pe locul al treilea.
În septembrie 2007, Laura și-a lansat albumul de debut Muusa și a început studiile la Berklee College, Boston, punându-și cariera muzicală în așteptare.
În 2009, a revenit în emisiunea TV Eesti Laul⁠(d) ca o cântăreață solo în speranța de a reprezenta Estonia la Concursul Muzical Eurovision din 2009. Cântecul ei „Destiny” s-a clasat pe locul al treilea. În același an, ea și-a lansat albumul Ultra.
În noiembrie 2011, Laura a lansat primul ei album de compilație Sädemeid taevast, care a constat din toate single-urile ei din 2005 până în 2011, precum și o piesă de pe cel de-al doilea album de studio Ultra.
Laura a mai concurat pentru a reprezenta Estonia la Concursul Muzical Eurovision din 2016, în emisiunea Eesti Laul cu piesa „Supersonic”. S-a clasat pe locul al doilea în Superfinală. La Eesti Laul 2017 a concurat într-un duet cu Koit Toome⁠(d) cu piesa „Verona” și a câștigat. Ulterior, ei au reprezentat Estonia la Concursul Muzical Eurovision din 2017 de la Kiev, Ucraina. În ciuda faptului că a fost favoritul fanilor, duo-ul nu a reușit să ajungă în Marea Finală după ce s-a clasat pe locul 14 în semifinală,  după un rezultat mixt de locul 6 la Televoting și locul 17 la votul juriilor. S-a anticipat că cei doi se vor califica de pe locul 5 în a doua semifinală, la pariuri, și pe locul 5 după votul OGAE în general.
Laura a concurat din nou pentru a reprezenta Estonia la Eurovision la Eesti Laul 2020 cu piesa ei „Break Me”. Calificată în finală, ea a terminat pe locul 11 din 12 participanți.
În ianuarie 2021, s-a dezvăluit că Laura va încerca să reprezinte Finlanda la Eurovision la Uuden Musiikin Kilpailu 2021 cu piesa ei „Play”. Ea a terminat pe ultimul loc în selecție cu 13 puncte din 7 artiști concurenți.

## Viață personală

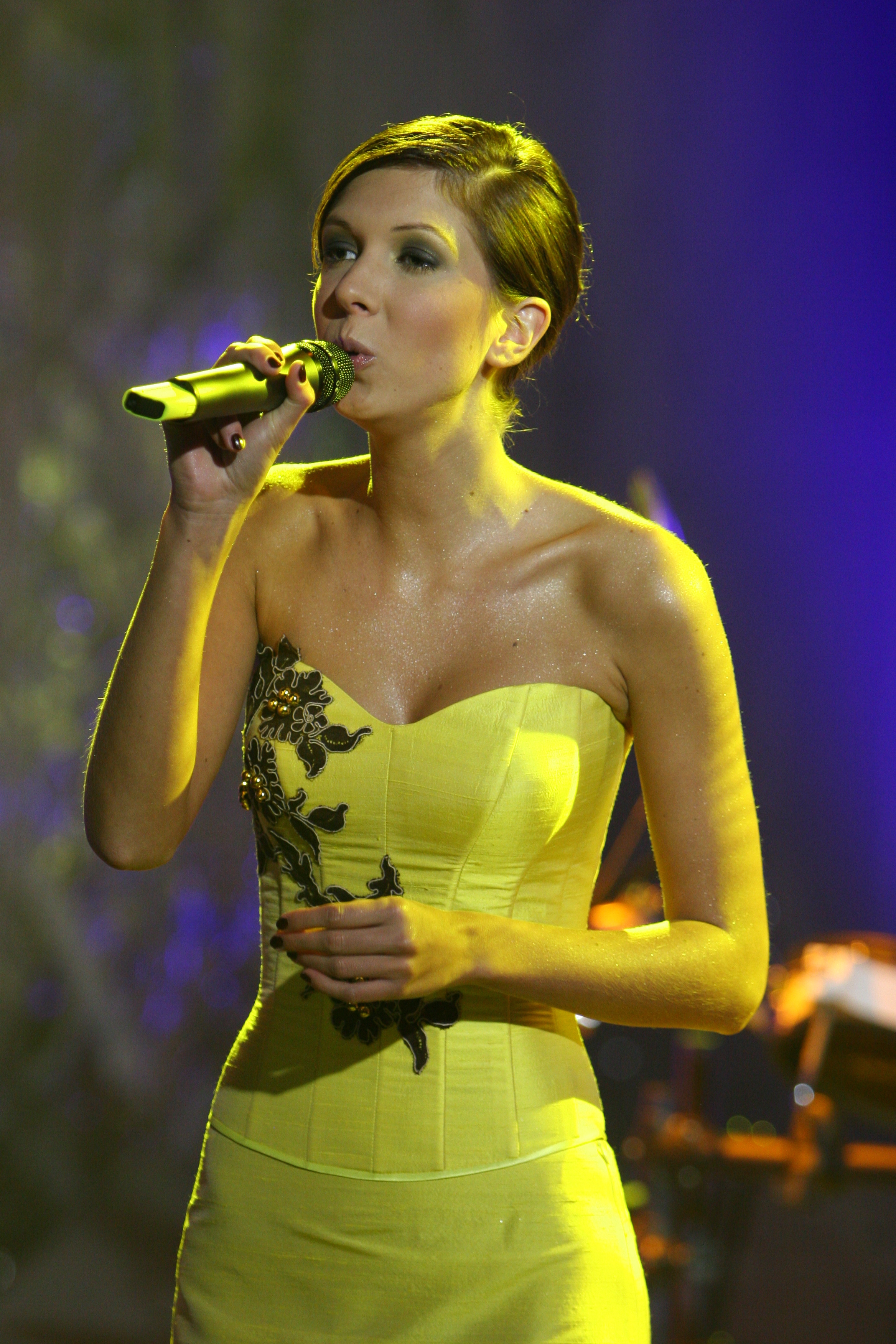
Laura Põldvere

Laura a fost căsătorită cu pianistul Joel-Rasmus Remmel în 2013. Au divorțat în 2016.
Fratele ei mai mic, Gregor, a murit în 2016.
Põldvere s-a mutat în Finlanda din 2019 și lucrează în Espoo.

## Discografie

### Albume
| Titlu                                          | Detalii                                                                                      |
| ---------------------------------------------- | -------------------------------------------------------------------------------------------- |
| Muusa⁠(d)                                       | - Lansat: 1 septembrie 2007 - Format: Digital download - Label: Moonwalk                     |
| Ultra⁠(d)                                       | - Lansat: 8 decembrie 2009 - Format: Digital download - Casă de discuri: Moonwalk            |
| Crazy enough (cu Villu Veski⁠(d), ca Laura & W) | - Lansat: 31 martie 2018 - Format: Digital download                                          |
| 9 Elu                                          | - Lansat: 3 decembrie 2019 - Format: Digital download - Casă de discuri: Oh! Joy productions |

### Albume de compilație
| Titlu               | Detalii                                                               |
| ------------------- | --------------------------------------------------------------------- |
| Sädemeid taevast⁠(d) | - Lansat: noiembrie 2011 - Format: Digital download - Label: Moonwalk |
| Greatest Hits       | - Lansat: 12 mai 2017 - Format: Digital download - Label: Moonwalk    |

### Single-uri
| Titlu                                                                                 | An   | Clasare | Album            |
| Titlu                                                                                 | An   | EST⁠(d)  | Album            |
| ------------------------------------------------------------------------------------- | ---- | ------- | ---------------- |
| "Moonwalk"                                                                            | 2005 | 1       | Muusa            |
| "Sunflowers"                                                                          | 2007 | 1       | Muusa            |
| "Muusa"                                                                               | 2007 | —       | Muusa            |
| "581C"                                                                                | 2008 | —       | Muusa            |
| "Lihtsad asjad" (feat. Raivo Tafenau)                                                 | 2008 | —       | Muusa            |
| "Destiny"                                                                             | 2009 | —       | Ultra            |
| "Pühakud"                                                                             | 2009 | —       | Ultra            |
| "Ultra"                                                                               | 2009 | —       | Ultra            |
| "Südasuve Rohtunud Teed"                                                              | 2010 | —       | Ultra            |
| "Võid Kindel Olla"                                                                    | 2010 | —       | Sädemeid taevast |
| "Kustuta Kuuvalgus"                                                                   | 2011 | —       | Ultra            |
| "2020"                                                                                | 2011 | —       | Sädemeid Taevast |
| "Sädemeid Taevast"                                                                    | 2012 | —       | Sädemeid Taevast |
| "Supersonic"                                                                          | 2016 | 1       | Greatest Hits    |
| "94-95"                                                                               | 2016 | 1       | Greatest Hits    |
| "Verona⁠(d)" (cu Koit Toome⁠(d)                                                         | 2017 | 2       | Greatest Hits    |
| "Verona (Italian version)⁠(d)" (cu Koit Toome)                                         | 2017 | —       | Greatest Hits    |
| "Waterfall"                                                                           | 2017 | —       | Nu într-un album |
| "Tõusulained"                                                                         | 2018 | —       | Nu într-un album |
| "Lennujaamas"                                                                         | 2019 | —       | Nu într-un album |
| "Keerleme"                                                                            | 2019 | —       | 9 Elu            |
| "Don't Shut Me Out"                                                                   | 2019 | —       | 9 Elu            |
| "Segamini Maailm" (cu Koit Toome)                                                     | 2019 | —       | 9 Elu            |
| "Break Me"                                                                            | 2019 | —       | 9 Elu            |
| "On Meie Aeg"                                                                         | 2019 | —       | 9 Elu            |
| "Play"                                                                                | 2021 | —       | Nu într-un album |
| "—" denotă o înregistrare care nu s-a clasat sau nu a fost lansată pe acel teritoriu. |      |         |                  |